# Karel van Bourbon-Soissons
Karel van Bourbon-Soissons (Nogent-le-Rotrou, 3 november 1566 – Blandy-les-Tours, 1 november 1612) was van 1569 tot aan zijn dood graaf van Soissons, Dreux en heer van Condé. Hij behoorde tot het huis Bourbon. 

## Levensloop
Karel was de oudste zoon van prins Lodewijk I van Bourbon-Condé uit diens tweede huwelijk met Françoise van Orléans-Longueville, dochter van Frans van Orléans-Longueville, markgraaf van Rötteln. Na de dood van zijn vader in 1569 werd hij graaf van Soissons en Dreux en heer van Condé. 
Tijdens de Hugenotenoorlogen steunde hij de Heilige Liga, terwijl zijn broers aan de zijde van de hugenoten stonden. Al snel verliet de ontgoochelde Karel echter het Franse koninklijk hof. In 1585 wist de hugenootse leider Hendrik van Navarra, de latere Franse koning Hendrik IV, Karel aan zijn zijde te krijgen. 
Vervolgens streed hij aan de zijde van Hendrik van Navarra en nam hij in 1587 deel aan de Slag bij Coutras. In 1588 was hij aanwezig bij de Staten-Generaal in Blois. In 1589 werd hij bij de Slag bij Saint-Symphorien gevangengenomen door de troepen van de Heilige Liga, waarna hij opgesloten werd in Château-Giron en in het kasteel van Nantes. Nadat hij wist te ontsnappen, vervoegde hij de troepen van Hendrik in Dieppe. Na de Slag bij Ivry leidde hij in 1590 de cavalerie van koning Hendrik IV bij de belegering van Parijs, wat hij ook deed bij de belegeringen van Chartres in 1591 en Rouen in 1592. Nadat hij de pogingen van zijn broer Karel, aartsbisschop van Rouen, ondersteunde om een derde partij in het koninkrijk te vormen, woonde Karel in 1594 de kroning van Hendrik IV bij. Hij vocht loyaal aan Hendriks zijde in het succesvolle beleg van Laon. Nadat de Hugenotenoorlogen in 1598 waren beëindigd, commandeerde hij in 1600 Franse troepen in de oorlog tegen Savoye.
In 1585 werd hij door koning Hendrik III van Frankrijk toegelaten in de Orde van de Heilige Geest. Toen Hendrik IV in 1589 koning werd, werd Karel aangesteld tot grootmeester van Frankrijk en gouverneur van Bretagne. In 1602 werd hij benoemd tot gouverneur van de Dauphiné en in 1610 werd hij gouverneur van Normandië. Nadat Hendrik IV later dat jaar werd vermoord, woonde hij de kroning van de jonge Lodewijk XIII bij en verzette hij zich tegen het beleid van diens moeder Maria de' Medici, die optrad als regentes. In 1612 wist ontdekkingsreiziger Samuel de Champlain Lodewijk XIII te overtuigen om Karel tot gouverneur van Nieuw-Frankrijk te benoemen. 
Karel stierf in november 1612, enkele dagen voor zijn 46ste verjaardag, en werd bijgezet in het kartuizersklooster van Gaillon.

## Huwelijk en nakomelingen
In 1601 huwde Karel met Anna van Montafié (1577-1644), gravin van Clermont en dochter van graaf Lodewijk van Montafié. Ze kregen drie kinderen:
- Louise (1603-1637), huwde in 1617 met hertog Hendrik II van Orléans-Longueville
- Lodewijk (1604-1641), graaf van Soissons
- Maria (1606-1692), gravin van Soissons, huwde in 1625 met prins Thomas Frans van Savoye-Carignano

Ook had hij twee buitenechtelijke dochters met Anne Marie Bohier, dochter van heer Antoine de la Rochebourdet: Charlotte (overleden in 1626), die abdis werd in de Abdij van Fontevrault, en Catharina (overleden in 1651), die abdis werd in de Abdij van Perrigne in Maine.